# 3 novembre 1944
Le vendredi 3 novembre 1944 est le 308e jour de l'année 1944.

## Naissances
- Aït Meslayene (mort le 21 décembre 2000), musicien algérien
- Claude Landré, imitateur, humoriste et animateur québécois
- Cees Flinterman, juriste néerlandais
- Eva Renzi (morte le 16 août 2005), actrice allemande
- François Gendron, personnalité politique canadienne
- Frank Collin, politicien américain
- James C. Wofford, cavalier américain
- Laura Troschel (morte le 29 septembre 2016), actrice italienne
- Marcel Hermans, footballeur belge
- Mohamed Berrada, économiste et homme politique marocain
- Stéphane Fleury, cavalier d'endurance français

## Décès
- Gaston Barré (né le 25 juin 1864), industriel français

## Événements
- Dans une proclamation aux partisans italiens, le général Alexander, qui commande les opérations en Méditerranée, les exhorte à renoncer aux opérations militaires de grande envergure durant l’hiver.
- Début du projet Fugo de bombardement de l'Amérique du Nord depuis la côte du Japon par des ballons incendiaires.